# جورج ويليام فولر
جورج ويليام فولر (بالإنجليزية: George William Fowler)‏ هو سياسي كندي، ولد في فبراير 1829 في نيو برونزويك في كندا، وتوفي في 2 سبتمبر 1924. انتخب عضو الجمعية التشريعية لنيو برونزويك ‏ وانتخب عضو مجلس الشيوخ الكندي وانتخب عضو مجلس العموم الكندي.